# Geranomyia perfecta
Geranomyia perfecta är en tvåvingeart som beskrevs av Alexander 1928. Geranomyia perfecta ingår i släktet Geranomyia och familjen småharkrankar. Inga underarter finns listade i Catalogue of Life.